# Meaulne

Meaulne este o comună în departamentul Allier din centrul Franței. În 1 ianuarie 2018 avea o populație de 770 de locuitori.